# Avril Haines
Avril Danica Haines (nasceu a 29 de agosto de 1969) é uma advogada americana e ex-autoridade do governo que atuou como Conselheira Adjunta da Segurança Nacional da Casa Branca no governo Obama. Anteriormente, atuou como vice-diretora da Agência Central de Inteligência, a primeira mulher a ocupar esse cargo. Antes de sua nomeação para a CIA, ela atuou como Conselheira Adjunta do Presidente para Assuntos de Segurança Nacional no Gabinete do Conselheiro da Casa Branca.
Ela substituiu Tony Blinken como Conselheira Adjunta de Segurança Nacional da Casa Branca, cargo que ocupou até o final do governo Obama.
A 23 de novembro de 2020, o presidente eleito Joe Biden anunciou a sua nomeação para servir como Diretora de Inteligência Nacional no Gabinete, o que a tornaria a primeira mulher a ocupar este cargo.

## Infância e Educação
Haines nasceu em Manhattan no dia 29 de agosto de 1969, para Adrian Rappin ( nome de nascimento: Adrienne Rappaport) e Thomas Haines. A sua mãe desenvolveu uma doença pulmonar obstrutiva crônica e contraiu tuberculose aviária, o que levou à sua morte, quando Haines tinha 15 anos.  Seu pai é bioquímico e professor emérito no City College, que ajudou a fundar a CUNY School of Medicine, e onde atuou como chefe do departamento de bioquímica.
Depois de se formar na Hunter College High School, Haines viajou para o Japão por um ano e se matriculou no Kodokan, um instituto de judô de elite em Tóquio. Em 1988, Haines matriculou-se na Universidade de Chicago, onde estudou física teórica. Enquanto frequentava a Universidade de Chicago, Haines trabalhou consertando motores de automóveis em uma oficina mecânica em Hyde Park. Em 1991, Haines teve aulas de vôo em Nova Jersey, onde conheceu seu futuro marido, David Davighi. Mais tarde, ela formou-se em física 1992.
Em 1992, Haines mudou-se para Baltimore, Maryland, e matriculou-se como estudante de doutorado na Universidade Johns Hopkins. Porém, mais tarde naquele ano, Haines desistiu e com seu futuro marido comprou em um leilão um bar em Fell's Point, Baltimore, que havia sido apreendido em uma operação antidrogas;  eles transformaram o local em uma livraria e café independente. Ela chamou a loja de Adrian's Book Cafe, em homenagem a sua falecida mãe; As pinturas a óleo realistas de Adrian encheram a loja.  A livraria ganhou o City Paper 's "Melhor Livraria Independente" em 1997 e era conhecida por ter uma coleção incomum de ofertas literárias, escritores locais, noites de leitura erótica e pequenas publicações na imprensa. Adrian recebeu uma série de leituras literárias, incluindo leituras eróticas, que se tornaram um foco da mídia quando ela foi nomeada pelo presidente Obama para ser a vice-diretora da CIA.  Ela serviu como presidente da Fell's Point Business Association até 1998.
Em 1998, ela se matriculou no Georgetown University Law Center, recebendo seu Juris Doctor em 2001.

## Carreira

### Inicio governo público
Em 2001, Haines tornou-se advogada na Conferência de Haia de Direito Internacional Privado. Em 2002, ela se tornou assistente do Tribunal de Apelações dos Estados Unidos para o Juiz do Sexto Circuito Danny Julian Boggs. De 2003 a 2006, Haines trabalhou como de consulta jurídica no Departamento de Estado, primeiro na Secção relativa aos Tratado e depois na Secção dos Assuntos Políticos Militares. De 2007 a 2008, Haines trabalhou  no Comitê de Relações Exteriores do Senado dos Estados Unidos como Vice-Chefe do Conselho dos Democratas do Senado da Maioria (sob o então presidente Joe Biden ).  Ela então trabalhou para o Departamento de Estado como assessora jurídica assistente para assuntos de tratados de 2008 a 2010.

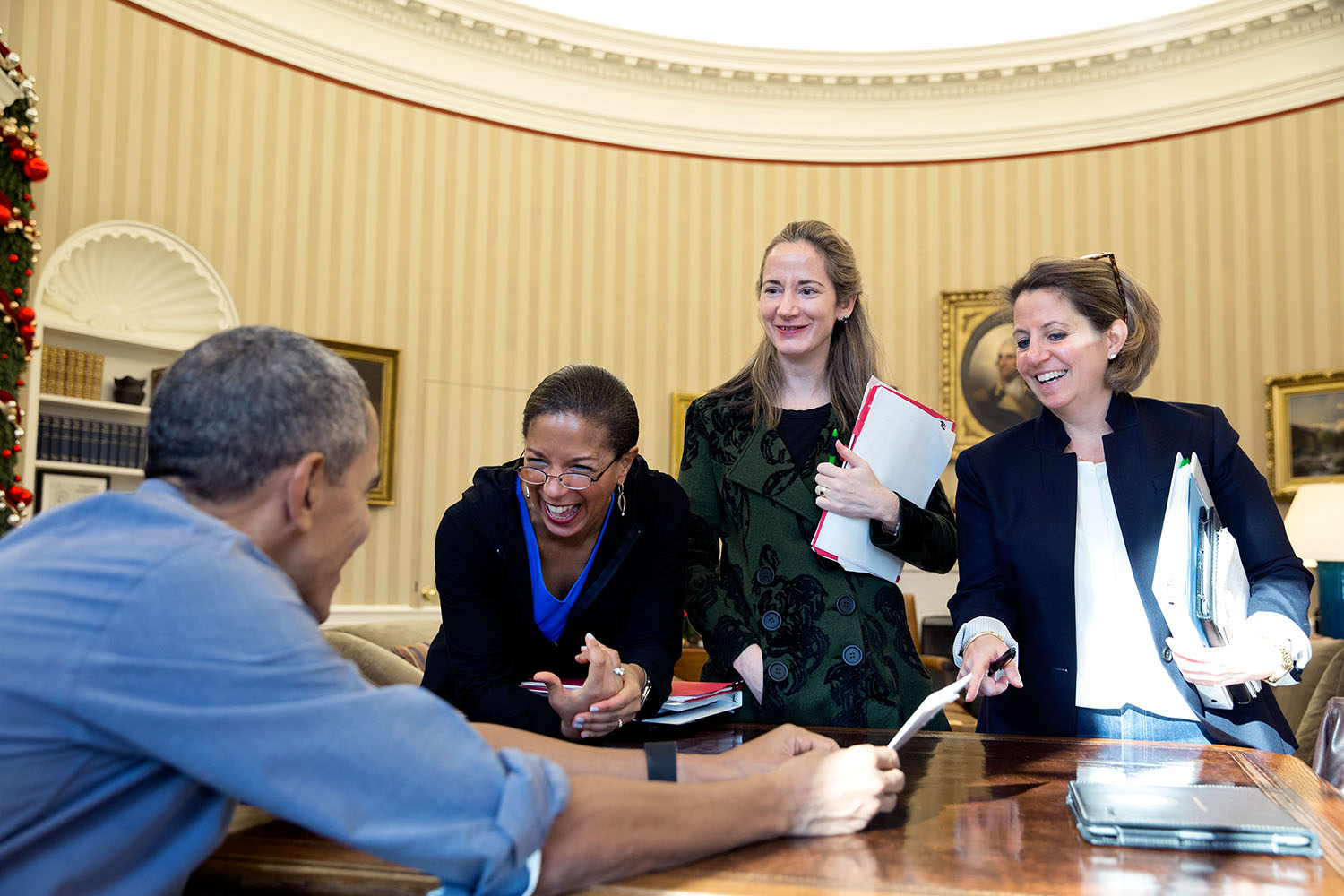
Susan Rice (à esquerda), Avril Haines e Lisa Monaco (à direita), (2015)

Em 2010, Haines foi nomeado para servir no escritório do Conselho da Casa Branca como Assistente Adjunto do Presidente e Conselheiro Adjunto do Presidente para Assuntos de Segurança Nacional na Casa Branca.
A 18 de abril de 2013, Obama indicou Haines para servir como consultora jurídica no Departamento de Estado, para preencher o cargo vago, após Harold Hongju Koh renunciar para voltar a lecionar na Escola de Direito de Yale.  No entanto, a 13 de junho de 2013, Obama retirou a nomeação de Haines para ser consultora jurídica no Departamento de Estado, optando por selecioná-la como vice-diretora da Agência Central de Inteligência. Haines foi nomeado para substituir Michael Morell, o vice-diretor da CIA e ex-diretor em exercício. O cargo de vice-diretor não está sujeito à confirmação no Senado, com Haines posteriormente assumindo o cargo a 9 de agosto de 2013, o último dia do mandato de Morrell.  Haines foi a primeira mulher a ocupar o cargo de vice-diretora, enquanto Gina Haspel foi a primeira mulher oficial de inteligência de carreira a ser nomeada diretora.
Em 2015, Haines foi encarregada de determinar se o pessoal da CIA envolvido na invasão de computadores dos funcionários do Senado, que estavam a escrever um relatório do Comitê de Inteligência do Senado sobre tortura da CIA seria disciplinado. Haines optou por não discipliná-los, ignorando o Inspetor Geral da CIA.  Posteriormente, ela esteve envolvida no projeto da CIA de redigir o relatório do Senado para divulgação. Em 2015, [ carece de fontes? ] Ela foi nomeada Conselheira Adjunta de Segurança Nacional (DNSA), a primeira mulher a ocupar esse cargo.
Durante seus anos na Casa Branca de Obama, Haines desempenhou um papel significativo trabalhando em estreita colaboração com John Brennan na determinação da política do governo sobre os "assassinatos seletivos" por drones.  A ACLU criticou fortemente a política de Obama sobre assassinatos de drones por não cumprir as normas internacionais de direitos humanos.  Durante o vazamento de e-mail do Comitê Nacional Democrata durante a campanha presidencial de 2016, Haines como DNSA convocou uma série de reuniões para discutir maneiras de responder aos hackers e vazamentos.

### Diretora da Inteligência Nacional dos Estados Unidos

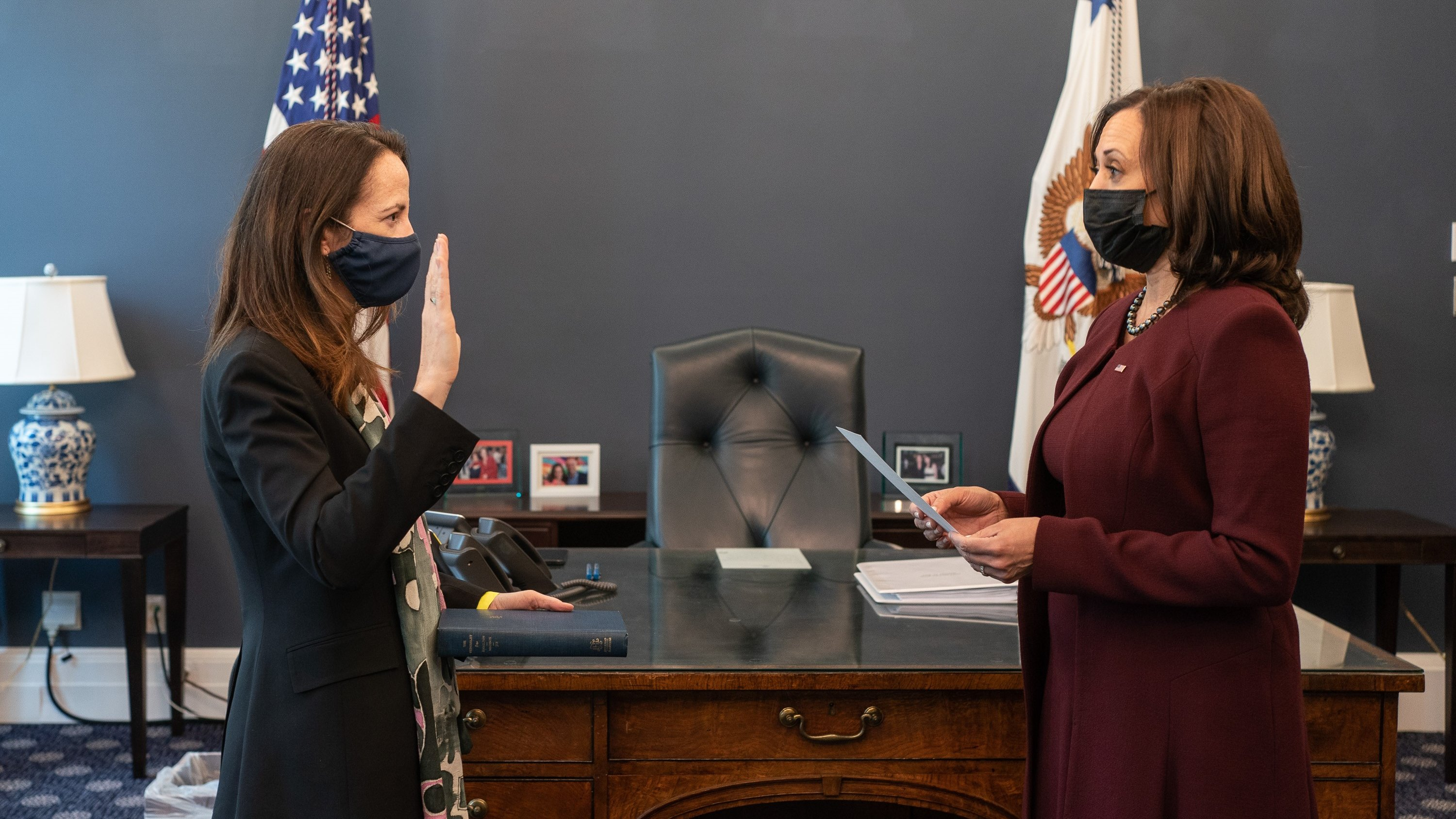
Haines toma posse como Diretora de Inteligência Nacional com a vice-presidente Kamala Harris a 21 de janeiro de 2021.

A 23 de novembro de 2020, o presidente eleito Joe Biden anunciou a sua nomeação para Diretora de Inteligência Nacional, o que a tornaria a primeira mulher a ocupar esse cargo.
Daniel J. Jones era o investigador-chefe do Comitê de Inteligência do Senado quando funcionários da CIA foram acusados de invadir os computadores do comitê para impedir a investigação de tortura da CIA. Embora as descobertas de Jones em 2014 fossem críticas a vários funcionários da CIA acusados de hacking, as suas críticas não foram compartilhadas por Haines, que chefiou um conselho de revisão que determinou que ninguém deveria ser disciplinado. Jones disse que esperava que durante as audiências do Senado sobre a nomeação de Haine, o público aprendesse mais sobre o conselho de revisão, bem como o papel de Haine em suas determinações.  A 20 de janeiro de 2021, Haines foi confirmado pelo Senado numa votação de 84-10. Ela foi empossada no dia seguinte pela vice-presidente Kamala Harris.

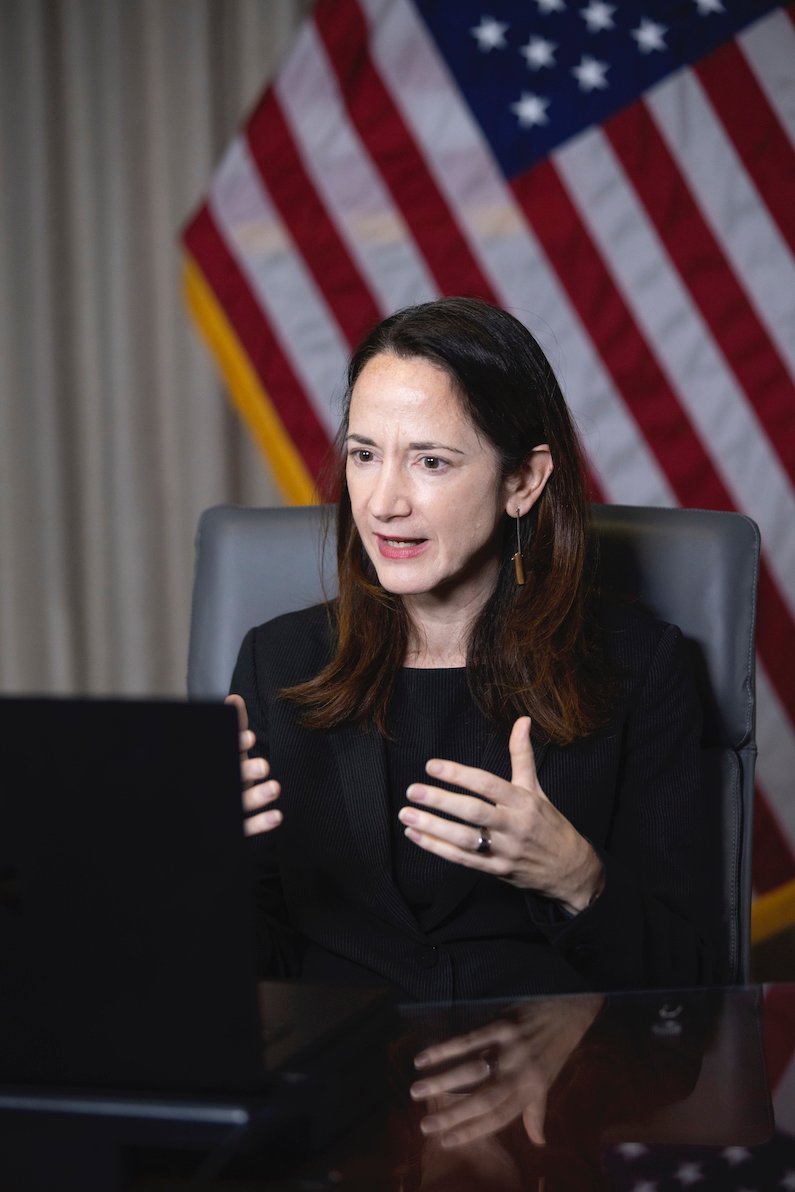
Haines fala com a equipe da ODNI no seu primeiro dia de mandato

### Audiência de confirmação no Senado
Durante a sua audiência de confirmação do Senado a 19 de janeiro de 2021, Haines disse aos membro do Comitê de Inteligência do Senado Ron Wyden (D-OR) que a administração Biden iria divulgar um relatório de inteligência sobre o assassinato de Jamal Khashoggi, um repórter do Washington Post e residente dos EUA que criticou o príncipe herdeiro saudita. Em 2018, agentes sauditas assassinaram Khashoggi dentro do consulado saudita na Turquia. Haines disse que cumpriria uma lei de 2020 exigindo que a comunidade de inteligência compartilhasse o relatório sobre quem foi o responsável pelo assassinato de Khashoggi. A administração Trump recusou-se a divulgar o relatório.

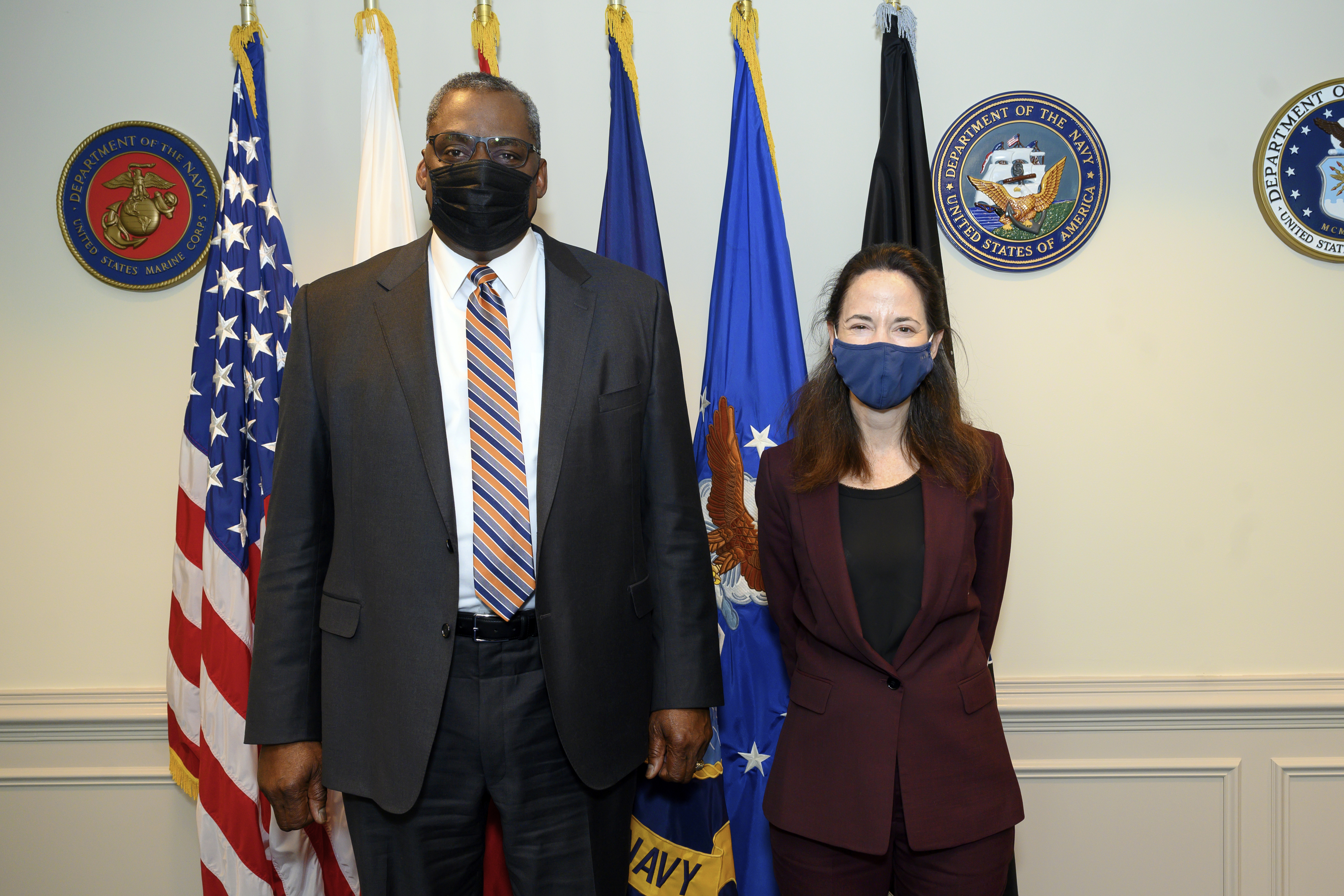
O Secretário de Defesa Lloyd J. Austin reúne-se com a Diretora de Inteligência Nacional, Avril Haines, no Pentágono, Washington, DC, a 5 de fevereiro de 2021.

Wyden também perguntou se Haines concordava com a conclusão do Inspetor Geral da CIA de que era errado os agentes da CIA hackearem os computadores de funcionários do Senado que investigavam o uso de tortura da CIA durante o governo Bush. Haines, que optou por não disciplinar os hackers quando era vice-diretora da CIA, disse que concordou com as desculpas do Inspetor Geral pelo hack.
Quando questionada sobre o ataque ao prédio do Capitólio a 6 de janeiro de 2021, Haines disse que era responsabilidade primária do FBI, e não da comunidade de inteligência, investigar ameaças domésticas, embora ela também se comprometesse a colaborar com o FBI e o Departamento de Segurança Interna para avaliar a ameaça pública de QAnon, uma teoria da conspiração online promovida por alguns partidários do presidente Trump.
Os senadores Marco Rubio (R-FL) e Mark Warner (D-VA) questionaram Haines sobre as relações EUA-China, e especificamente, se ela compartilhava a sua opinião de que a China era um adversário. Haines disse: “A China é adversária e adversária em algumas questões e em outras questões, tentamos cooperar com eles”. Haines prometeu uma "resposta agressiva" à China para combater as suas "práticas ilegais e injustas", mas também disse que os EUA buscarão a cooperação com a China para enfrentar a crise climática.